# ナッケ駅
ナッケ駅（ナッケえき）は、大韓民国釜山広域市沙下区にある釜山交通公社1号線の駅。駅番号は097。
駅名の由来としては、当地の古い地名である「羅浦」を固有語に置き換えた物で、ケ(개)は干潟を指す。

## 駅構造
相対式ホーム2面2線を備えた地下駅で、フルスクリーン型のホームドアが設置されている。改札内で双方のホームを行き来することはできない。出口は5ヵ所ある。

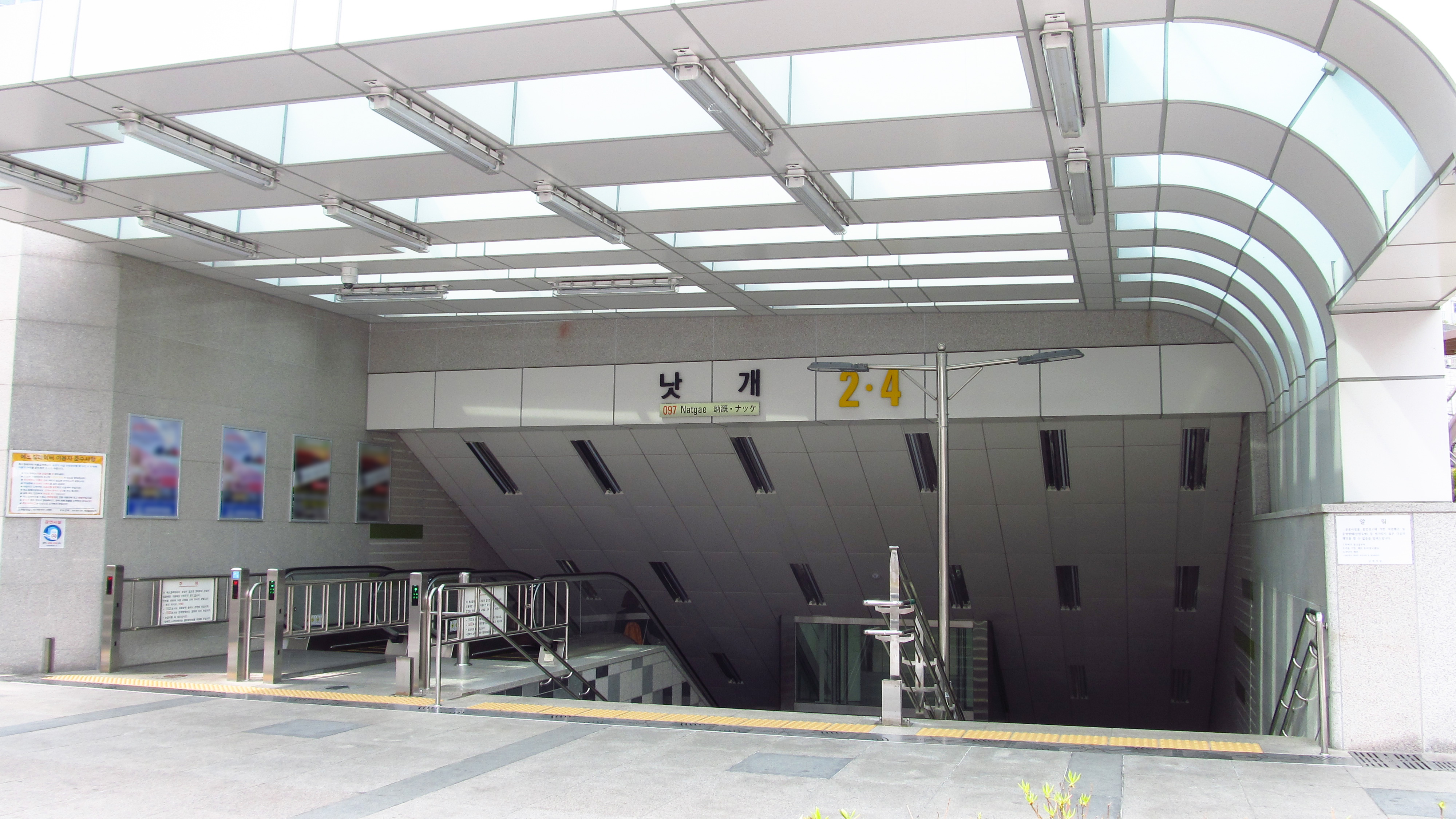
2・4番出入口（2018年4月）
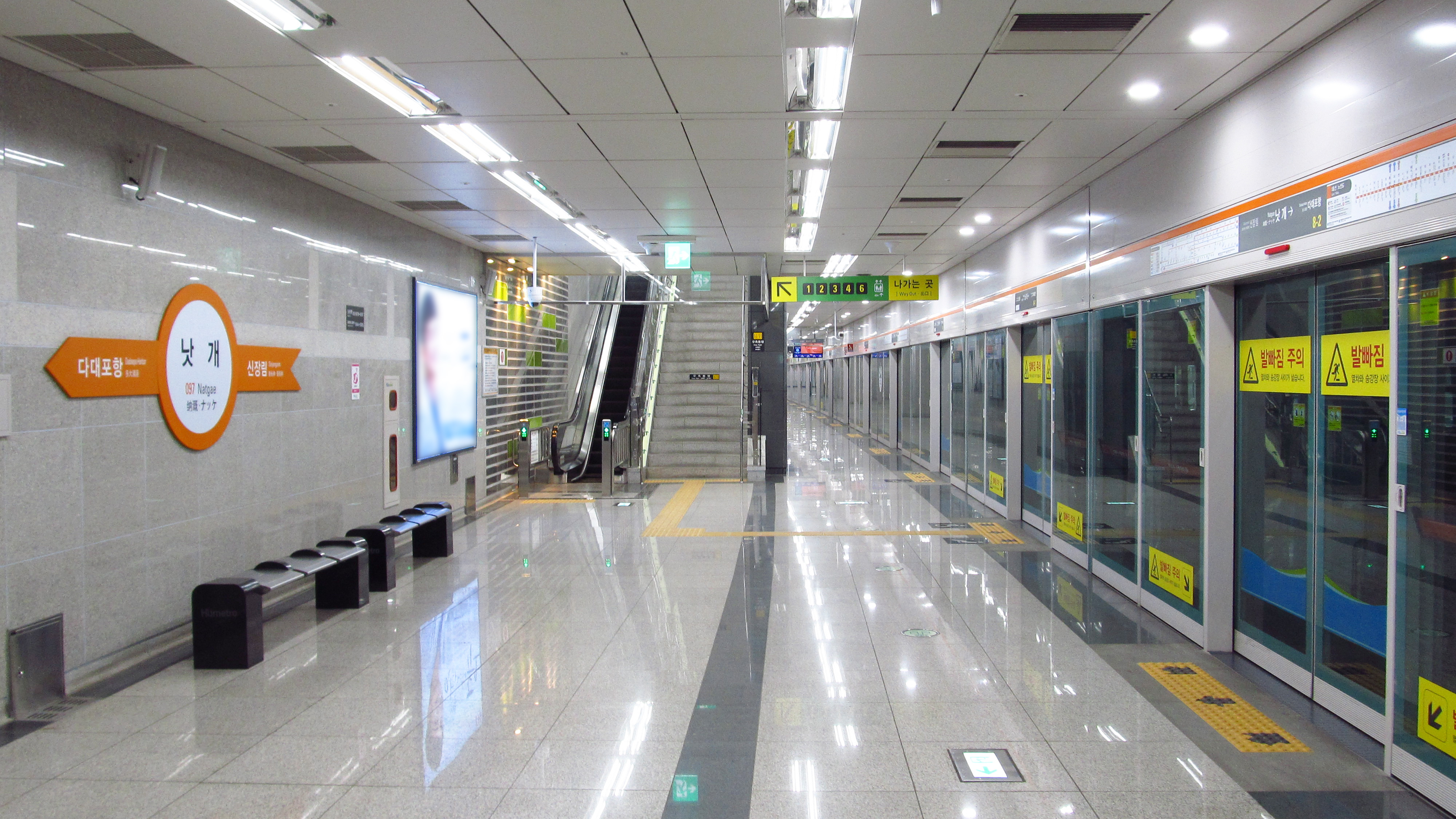
上りホーム（2018年4月）
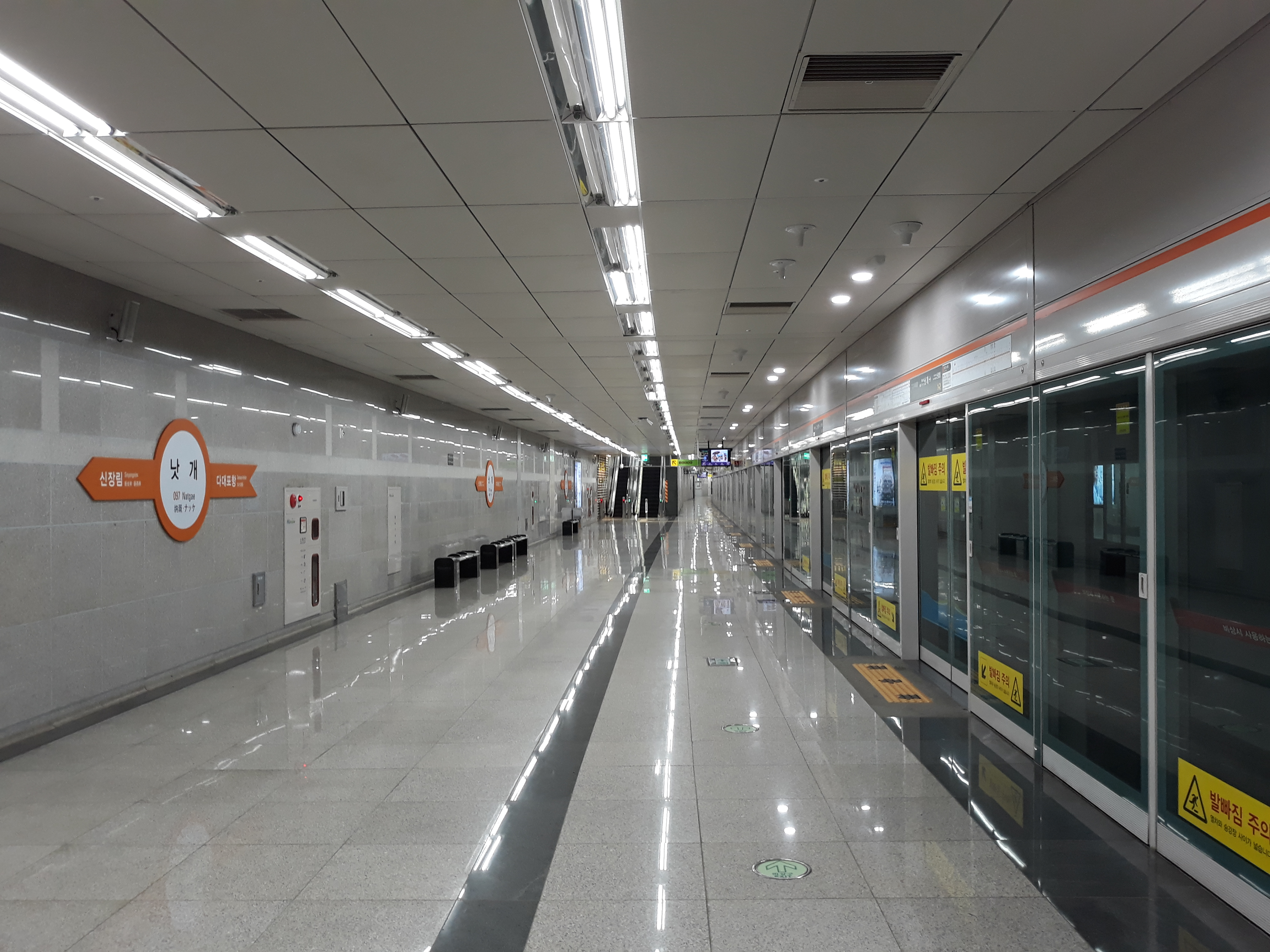
下りホーム（2018年3月）
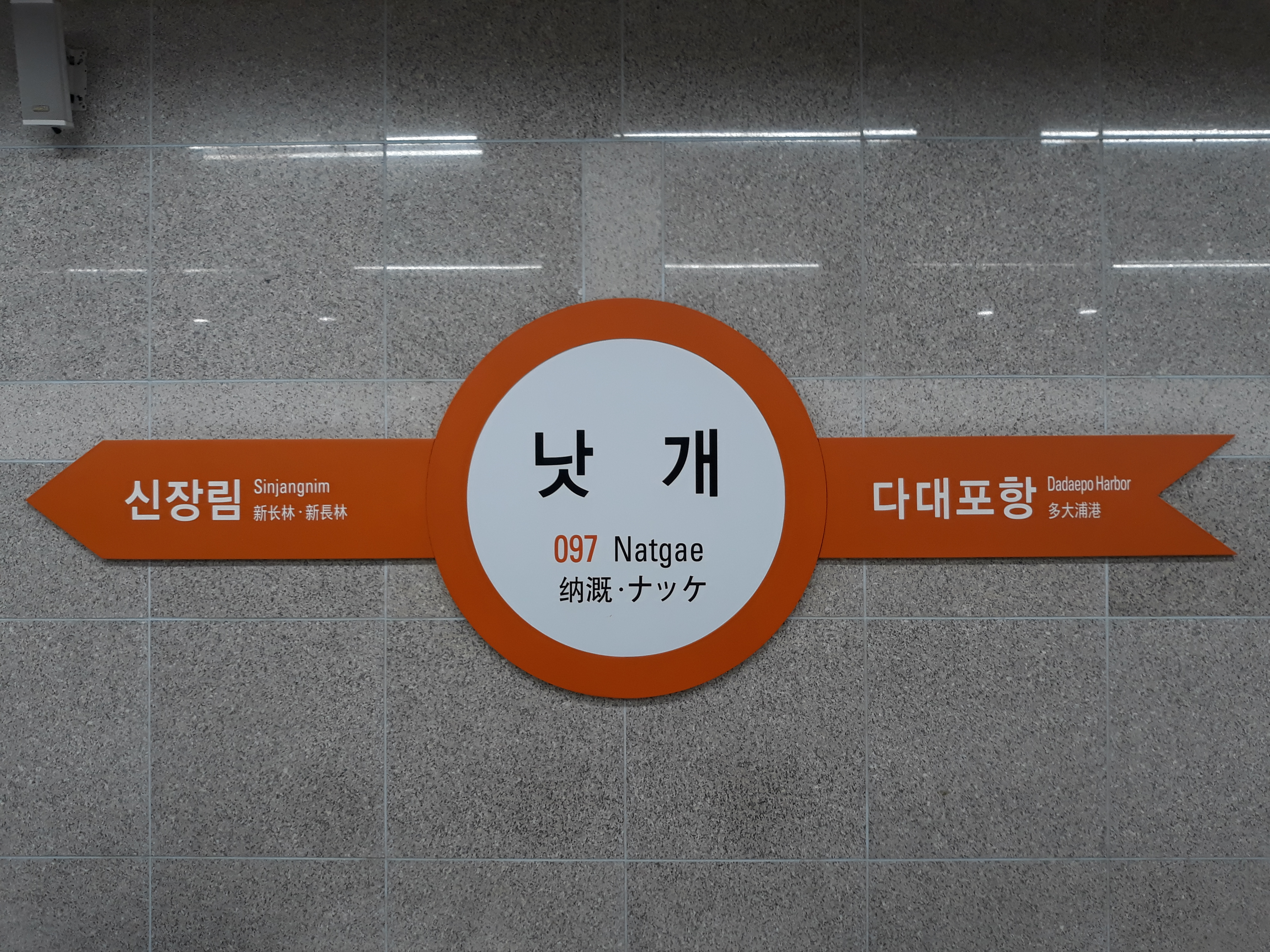
駅名標
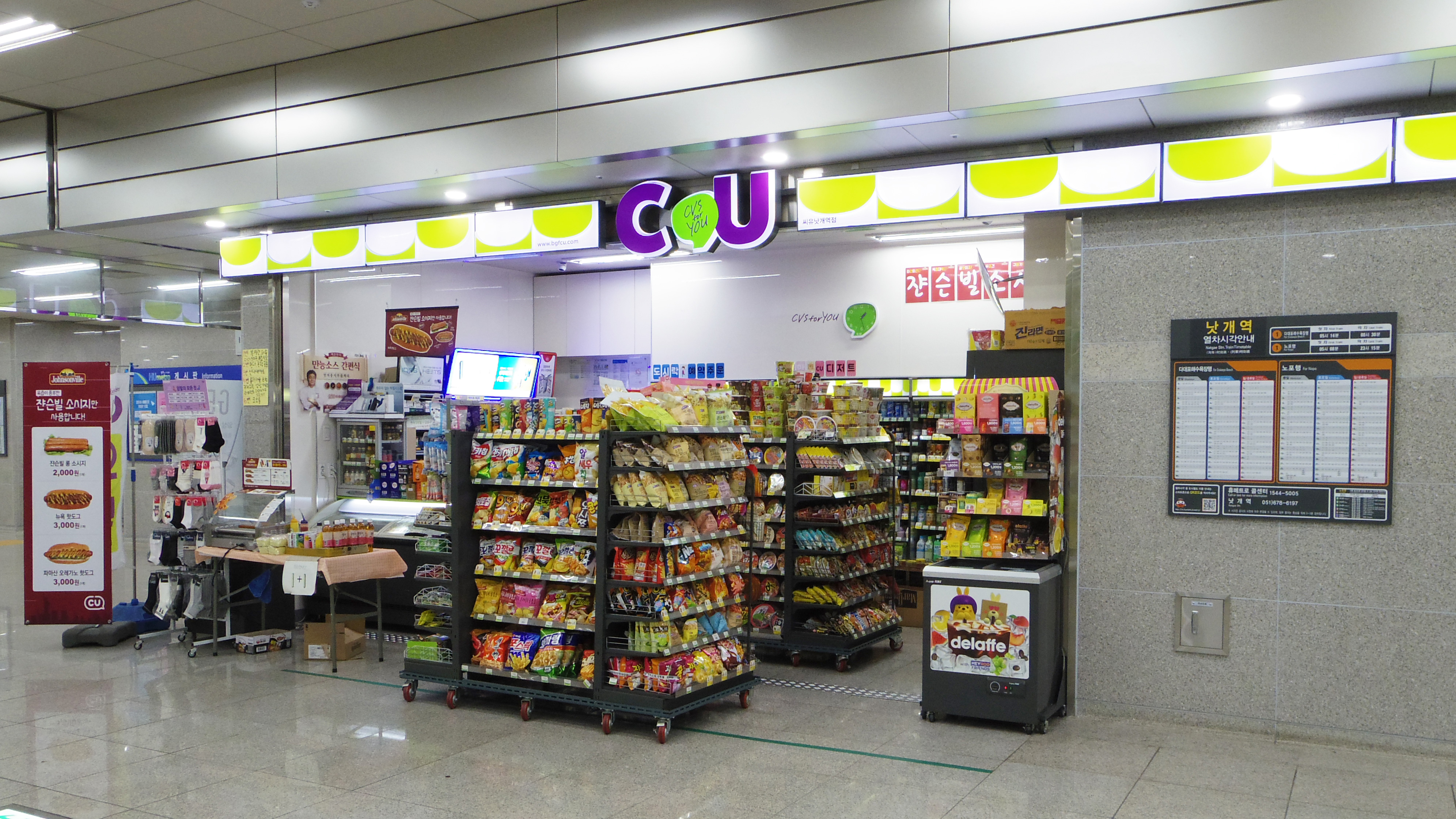
CUナッケ駅店（2018年4月）

### のりば
| 上り | 1号線 | 多大浦海水浴場方面 |
| 下り | 1号線 | 老圃方面           |

## 歴史
- 2017年4月20日 - 1号線多大浦海水浴場 - 新平間延伸に伴い開業[2]。

## 駅周辺
- ナッケ浦港
- 統一アシアード公園
- 釜山沙下警察署多大地区隊
- 多大2洞行政福祉センター
- 多仙初等学校
- 多松中学校
- 頭松中学校
- 多大2洞郵便局
- ハナ銀行多大洞支店
- イーマート新多大店

## 隣の駅
釜山交通公社
 1号線
多大浦港駅 (096) - ナッケ駅 (097) - 新長林駅 (098)